# Henri Butler
Henri Butler (New Orleans, 1949. szeptember 21. vagy 1948. szeptember 21. – New York, 2018. július 2.) amerikai dzsesszzongorista.

## Pályakép
Glaukoma következtében még csecsemőkorában elvesztette látását.
Zenei képzése a Louisiana State Schoolban kezdődött, ahol trombont, kürtöt és dobot is tanult. Klarinétozni is megtanult a Southern University in Baton Rouge-ban. Végül az éneklés és zongora mellett kötött ki.
A Michigan State Universityn és 2009-ben kiváló eredménnyel végzett.
2005-ben New Orleansban a Katrina hurrikán közel nyolc méteres árvize elpusztította otthonát és zongoraját.
Butler hobbiként fényképezett úgy, hogy megkérdezte a barátait, hogy írják le, mit látnak. Képeit az HBO2 egy dokumentumfilmben mutatta 2010-ben. Aztán egy New Orleans-i galériáiban is kiállították őket.
Rák következtében hunyt el 2018-ban.

## Lemezei
- Fivin' Around (1986)
- The Village (1987)
- Orleans Inspiration (1990)
- Blues & More (1992)
- For All Seasons (1996)
- Blues After Sunset (1998)
- Vu-Du Menz with Corey Harris (2000)
- The Game Has Just Begun (2002)
- Homeland (2004)
- Pianola Live (2008)
- Viper's Drag with Steven Bernstein (2014)

## Díjak
- 2001: Handy Award: Bester Blues-Instrumentalist, Piano – jelölés.
- 2001: Living Blues Award